# Troposphère
Ne doit pas être confondu avec Troposphère (fusées).

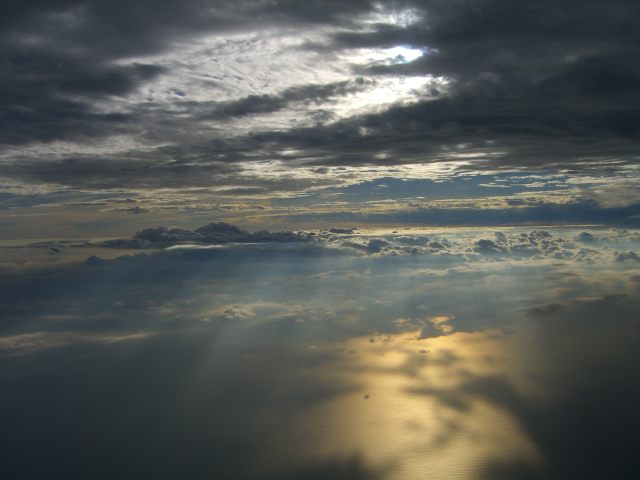
Une photographie de la troposphère, prise depuis un avion.

La troposphère est la première et la plus basse couche de l'atmosphère de la Terre, comprise entre la surface du globe et la stratosphère. Sa limite supérieure, la tropopause, se situe à une altitude d'environ 8 à 15 kilomètres selon la latitude et la saison,. La troposphère est plus épaisse à l'équateur qu'aux pôles : la hauteur moyenne de la troposphère est de 18 km dans les tropiques ; 17 km dans les latitudes moyennes ; et 6 km dans les hautes latitudes des régions polaires en hiver.

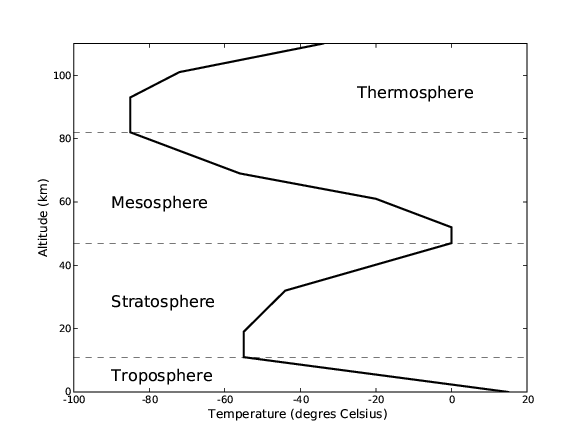
Évolution de la température dans l'atmosphère.

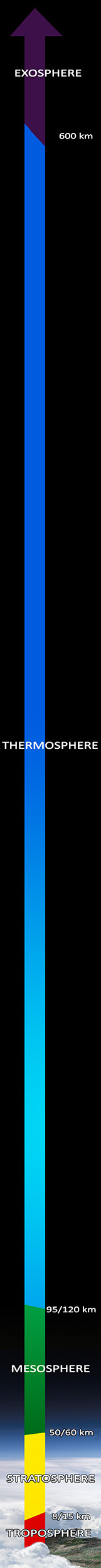
Schéma des couches de l'atmosphère (à l'échelle).

Le terme troposphère dérive des mots grecs tropos (rotation) et sphaira (sphère) indiquant que la rotation turbulence mélange les couches d'air et ainsi détermine la structure et les phénomènes de la troposphère.
En moyenne, la température diminue avec l'altitude, à peu près de 6,4 °C tous les 1 000 mètres, ce qui correspond au gradient thermique adiabatique humide, et donc à la limite de stabilité des masses d'air.
Cette couche atmosphérique représente environ 80 % de la masse totale de l'atmosphère, et 99 % de la masse totale de vapeur d'eau (H2O) et d'aérosols. C'est dans cette couche que le cycle de l'eau peut se développer.
C'est donc dans cette couche que l'on trouve la plupart des phénomènes météorologiques.
C'est dans cette couche que circule normalement l'aviation commerciale, juste en dessous de la tropopause, profitant d'une zone où les turbulences sont moindres et les jet streams intenses.

## Étymologie
Le terme « troposphère » a été inventé en 1913 par le météorologue français Léon Teisserenc de Bort. Il est construit à partir du grec τρόπος / tropos (« tour ») et σφαῖρα / sphaira (« sphère »), le premier mot faisant référence aux mouvements rotatoires des masses d'air (la convection, mais surtout la turbulence) qui la caractérisent.

## Composition chimique
Dans l'atmosphère terrestre, un volume d'air sec est composé de 78,08 % de diazote, 20,95 % de dioxygène, 0,93 % d'argon, 0,04 % de dioxyde de carbone et de gaz divers en quantités très faibles. L'atmosphère contient par ailleurs de l'eau (sous forme gazeuse (vapeur), liquide (gouttelettes constituant la majorité des nuages) ou solide (glace)) dont l'origine est l'évaporation des masses d'eau (océans, mers, lacs, rivières, marécages) et la transpiration de la végétation. L'eau de l'atmosphère se trouve en majeure partie dans la troposphère, qui est la couche la plus basse de l'atmosphère, celle en contact avec la surface de la Terre. Cette eau influe fortement sur les phénomènes météorologiques. Le dioxyde de carbone (CO2) est issu à la fois de la respiration des plantes et animaux, de leur décomposition, mais également de l'activité humaine, notamment la combustion de combustibles fossiles. Les traces de méthane (CH4) proviennent de la fermentation (gaz des marais) mais également très largement de la digestion des bovins.
C'est essentiellement dans la troposphère que se trouvent les gaz issus de l'activité humaine :
- oxyde nitreux (N2O) ;
- monoxyde de carbone (CO) ;
- ozone (O3) ;
- sulfates (–SO4) ;
- dioxyde d'azote (NO2) ;
- radical hydroxyle (OH).

## Structure physique

### Température
La troposphère est chauffée à partir de la surface du sol au travers de la chaleur latente de la condensation de l'eau dans les nuages, du rayonnement thermique direct depuis le sol, et de la chaleur sensible des échanges entre sol et atmosphère ou entre masses d'air de températures différentes.
La température de la troposphère diminue avec l'augmentation de l'altitude, et le taux de diminution de la température de l'air est mesuré avec le taux de déchéance environnemental ({\displaystyle -dT/dz}) qui est la différence numérique entre la température du surface planétaire et la température de la tropopause divisée par l'altitude. Fonctionnellement, l'équation ELR suppose que l'atmosphère planétaire est statique, qu'il n'y a pas de mélange des couches d'air, que ce soit par la convection atmosphérique verticale ou par des vents qui pourraient créer des turbulences.

### Variation en latitude
Les couches de gaz de la troposphère sont moins denses aux pôles géographiques et plus denses à l'équateur, où la hauteur moyenne de la troposphère tropicale est de 13 km, soit environ 7 km de plus que la hauteur moyenne de 6 km de la troposphère polaire aux pôles géographiques ; par conséquent, un excès de chauffage et une expansion verticale de la troposphère se produisent aux latitudes tropicales. Aux latitudes moyennes, les températures troposphériques diminuent d'une température moyenne de 15 °C (59 °F) au niveau de la mer à environ −55 °C (−67 °F) à la tropopause. À l'équateur, les températures troposphériques diminuent d'une température moyenne de 20 °C (68 °F) au niveau de la mer à environ −70 °C à −75 °C (−94 à −103 °F) à la tropopause. Aux régions du pôle géographique, de l'Arctique et de l'Antarctique, la température troposphérique diminue d'une température moyenne de 0 °C (32 °F) au niveau de la mer à environ −45 °C (−49 °F) à la tropopause.

### Pression
La pression atmosphérique (poids de l'atmosphère) est maximale au niveau de la mer et diminue avec l'altitude car la pression atmosphérique est égale au poids de l'air au-dessus d'un niveau donné. point sur la surface planétaire. La relation entre la diminution de la pression atmosphérique et la haute altitude peut être assimilée à la densité d'un fluide, au moyen de l'équation hydrostatique suivante :
{\displaystyle {\frac {dP}{dz}}=-\rho g_{n}=-{\frac {mPg_{n}}{RT}}}
où :
- gn est la gravité
- ρ est la densité
- z est l'altitude
- P est la pression
- R est la constante du gaz parfait
- T est la température thermodynamique (absolue)
- m est la masse molaire

À température constante, l'équilibre hydrostatique conduit à une pression diminuant exponentiellement avec l'altitude. Cependant la température varie avec l'altitude de manière complexe et non constante, conduisant à des équations moyennes plus complexes.

### Compression adiabatique
Une masse d'air qui s'élève se dilate en raison de la baisse de pression atmosphérique quand l'altitude augmente. L'expansion de cette masse d'air repousse sa frontière contre la pression de l'air ambiant, ce qui lui transfère de l'énergie (sous forme de travail).
La masse d'air perd de l'énergie lorsqu'elle atteint une altitude plus élevée, ce qui se traduit par une diminution de sa température. De manière analogue, le processus inverse se produit dans une parcelle d'air froid qui est comprimée et coule à la surface planétaire.
Inversement, le transfert d'énergie entre deux masses d'air par chaleur sensible ou par rayonnement thermique, du fait d'une différence de température, est un processus très lent et inefficace : l'air est un bon isolant. De ce fait, en première approximation, aucune énergie thermique n'est transférée de l'atmosphère à la masse d'air pour compenser la perte de température. La compression et la dilatation d'une masse d'air sont des processus adiabatiques.
Si l'air de la couche supérieure est plus chaud que ce qui est prévu par la loi adiabatique, alors une masse d'air montante et en expansion arrivera à cette nouvelle altitude à une température inférieure à celle de l'air ambiant. Dans ce cas, la masse d'air se trouve alors plus dense que l'air environnant, et retombe donc à son altitude d'origine : la colonne d'air est stable verticalement. Inversement, si l'air de la couche supérieure est plus frais que ce que donne la décompression adiabatique, alors, lorsque la masse d'air montante arrive à cette nouvelle altitude, elle aura une température plus élevée et une densité plus faible que l'air environnant : il continuera à accélérer et monter, pendant que la couche supérieure tendra à s'écouler vers le bas<nom de référence="DLA"/><nom de référence="LL"/> : la colonne d'air est instable verticalement.

## Flux atmosphérique
Le flux général de l'atmosphère est un flux zonal d'ouest en est, qui peut être interrompu par des flux polaires méridiens, soit nord-sud, soit sud-nord. Le modèle à trois cellules explique plus complètement les flux zonaux et méridiens de la troposphère.

### Modèle à trois cellules

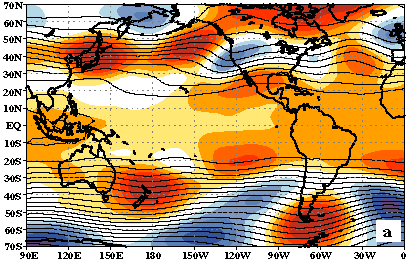
Flux zonal : un régime de flux zonal correspond au flux dominant d'ouest en est de l'atmosphère pour l'isobare de 500 hPa.

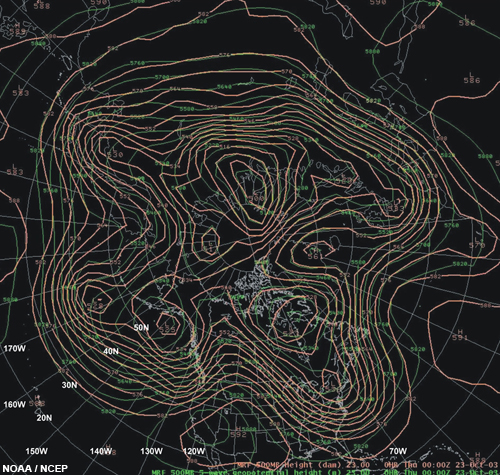
Flux méridien : le modèle de flux méridien du 23 octobre 2003 montre des creux et des crêtes amplifiés pour l'isobare de 500 hPa.

Le modèle à trois cellules de l'atmosphère de la Terre décrit le flux réel de l'atmosphère avec la cellule de Hadley aux latitudes tropicales, la cellule de Ferrel aux latitudes moyennes et la cellule polaire pour décrire le flux d'énergie et la circulation de l'atmosphère planétaire.
L'équilibre est le principe fondamental du modèle - que l'énergie solaire absorbée par la Terre en un an est égale à l'énergie rayonnée (perdue) dans l'espace extra-atmosphérique. Ce bilan énergétique de la Terre ne s'applique pas également à chaque latitude en raison de la force variable de la lumière du soleil qui frappe chacune des trois cellules atmosphériques, conséquence de l'inclinaison de l'axe de la planète Terre dans son orbite autour du Soleil. La circulation atmosphérique qui en résulte transporte de l'air tropical chaud vers les pôles géographiques et de l'air polaire froid vers les tropiques.
L'effet des trois cellules est la tendance à l'équilibre de la chaleur et de l'humidité dans l'atmosphère planétaire de la Terre.

### Flux zonal
Un régime d'écoulement zonal est le terme météorologique signifiant que le modèle général d'écoulement est d'ouest en est le long des lignes de latitude de la Terre, avec de faibles ondulations apparaissant dans l'écoulement. L'utilisation du mot « zone » fait référence au flux le long des « zones » latitudinales de la Terre. Ce schéma peut se déformer et devenir ainsi un flux méridien.

### Flux méridien
Lorsque le flux zonal boucle, l'atmosphère peut s'écouler dans une direction plus longitudinale (ou méridienne), et c'est ainsi que le terme « flux méridien » apparaît. Les modèles d'écoulement méridiens présentent des creux forts et amplifiés de basse pression et des crêtes de haute pression, avec plus d'écoulement nord-sud dans le modèle général que d'ouest en est.

## Usages humains
Le premier usage de la troposphère est de permettre à toutes les espèces aérobies de respirer : la troposphère est une source d'oxygène, et le manque d'oxygène en haute altitude y rend la vie impossible. Une autre fonction importante de la troposphère est de servir de réservoir au gaz carbonique (CO2), nutriment indispensable et souvent facteur limitant de la croissance végétale. Les mouvements de la troposphère peuvent être en partie captés par l'énergie éolienne.
Les avions et les missiles de croisière circulent dans la troposphère. La tropopause n'est franchie que par les fusées, les missiles balistiques, les ballons-sondes et certains avions supersoniques.
L'inversion de certaines caractéristiques physiques dans la tropopause est utilisée comme écran réflecteur naturel pour certaines émissions de radio à longue portée (jusqu'à plus de 300 km), notamment pour les communications militaires.